# Блаффдейл (Юта)
Блаффдейл (англ. Bluffdale) — місто (англ. city) в США, в округах Солт-Лейк і Юта штату Юта. Населення — 17 014 особи (2020).

## Географія
Блаффдейл розташований за координатами 40°28′47″ пн. ш. 111°56′23″ зх. д. / 40.47972° пн. ш. 111.93972° зх. д. (40.479669, -111.939619).  За даними Бюро перепису населення США в 2010 році місто мало площу 26,48 км², з яких 26,47 км² — суходіл та 0,01 км² — водойми. В 2017 році площа становила 28,45 км², з яких 28,43 км² — суходіл та 0,01 км² — водойми.

## Демографія
Згідно з переписом 2010 року, у місті мешкало 7598 осіб у 1966 домогосподарствах у складі 1719 родин. Густота населення становила 287 осіб/км².  Було 2059 помешкань (78/км²).
Расовий склад населення:
| - 95,8 % — білих - 0,4 % — чорних або афроамериканців - 0,4 % — азіатів - 0,3 % — вихідців з тихоокеанських островів - 0,3 % — корінних американців - 1,1 % — осіб інших рас |

До двох чи більше рас належало 1,8 %. Частка іспаномовних становила 4,4 % від усіх жителів.
За віковим діапазоном населення розподілялося таким чином: 38,2 % — особи молодші 18 років, 56,5 % — особи у віці 18—64 років, 5,3 % — особи у віці 65 років та старші. Медіана віку мешканця становила 26,6 року. На 100 осіб жіночої статі у місті припадало 100,2 чоловіків;  на 100 жінок у віці від 18 років та старших — 96,7 чоловіків також старших 18 років.
Середній дохід на одне домашнє господарство  становив 105 323 долари США (медіана — 89 454), а середній дохід на одну сім'ю — 109 218 доларів (медіана — 92 438). Медіана доходів становила 61 339 доларів для чоловіків та 39 605 доларів для жінок. За межею бідності перебувало 5,9 % осіб, у тому числі 8,8 % дітей у віці до 18 років та 0,0 % осіб у віці 65 років та старших.
Цивільне працевлаштоване населення становило 4175 осіб. Основні галузі зайнятості: освіта, охорона здоров'я та соціальна допомога — 17,0 %, виробництво — 14,4 %, науковці, спеціалісти, менеджери — 13,6 %.